# كريس دانيلز (كرة سلة)
كريس دانيلز (بالإنجليزية: Chris Daniels)‏ مواليد 19 أبريل 1984 في سان أنطونيو، هو لاعب كرة سلة أمريكي. بدأ مسيرته الاحترافية في سنة 2008. يلعب مع نادي الرياضي بيروت كلاعب وسط. يحمل الرقم 54. يبلغ طوله 6 قدم 9 بوصة (2.1 م).

## المسيرة الاحترافية
لعب مع غويانغ أوريون أوريونس في موسم 2008–2009، ثم لعب مع وونجو دونجبو برومي في سنة 2009، ثم لعب مع إنتشون إلكترولاند إلفانتس في سنة 2009، ثم لعب مع أنيانغ في موسم 2009–2010، ثم لعب مع جونجو كي سي سي إجيس في موسم 2010–2011، ثم لعب مع إري بايهوكس في موسم 2011–2012، ثم لعب مع أنيانغ في سنة 2012، ثم لعب مع تشينغداو دبلستار في موسم 2012–2013.

## روابط خارجية
- كريس دانيلز على موقع سبورتس رفرنس (الإنجليزية)
- كريس دانيلز على موقع كرة السلة الأوروبية.كوم (الإنجليزية)
- كريس دانيلز على موقع كلية كرة السلة في سبورتس رفرنس.كوم (الإنجليزية)
- كريس دانيلز على موقع ريلجم (الإنجليزية)
- كريس دانيلز على موقع بروبوليرز (الإنجليزية)
- كريس دانيلز على موقع سبورتس رفرنس (الإنجليزية)